# Hemiancistrus maracaiboensis
Hemiancistrus maracaiboensis är en fiskart som beskrevs av Schultz, 1944. Hemiancistrus maracaiboensis ingår i släktet Hemiancistrus och familjen Loricariidae. Inga underarter finns listade i Catalogue of Life.